# 松村辰右衛門
松村 辰右衛門（まつむら たつえもん、生没年不詳）は江戸時代の地本問屋。

## 来歴
寛政から天保期に江戸の人形町で営業していた。喜多川歌麿や歌川国貞、歌川国安、渓斎英泉の錦絵を出版している。

## 作品
- 喜多川歌麿 『六玉川』 大判6枚揃 錦絵揃物 寛政7年～寛政8年頃
- 喜多川歌麿 『恋歌集』 大判2図 錦絵 寛政7年～寛政8年頃
- 喜多川歌麿 『高名美人判じ絵集』 大判4図 錦絵 寛政7年～寛政8年頃
- 喜多川歌麿 『思事鏡写絵』 大判 錦絵揃物 文政前期
- 歌川国貞 『今世斗計十二時』 大判 錦絵揃物 文政2年頃
- 歌川国貞 『思事鏡写絵』 大判 錦絵揃物 文政前期
- 歌川国貞 『極彩色時世仕立』
- 歌川国貞 『当世春景色』 大判 錦絵揃物 文政
- 歌川国貞 『当世夏景色』 大判 錦絵揃物 文政
- 渓斎英泉 『浮世四十八手』 大判 錦絵揃物 文政初期
- 歌川国貞 『七世市川団十郎の由良兵庫之助信忠と二世沢村源之助の南瀬の六郎宗澄』 大判2枚続 天保2年（1831年）
- 歌川国安 『浮絵両国納涼』[1]